# آتلکتازی

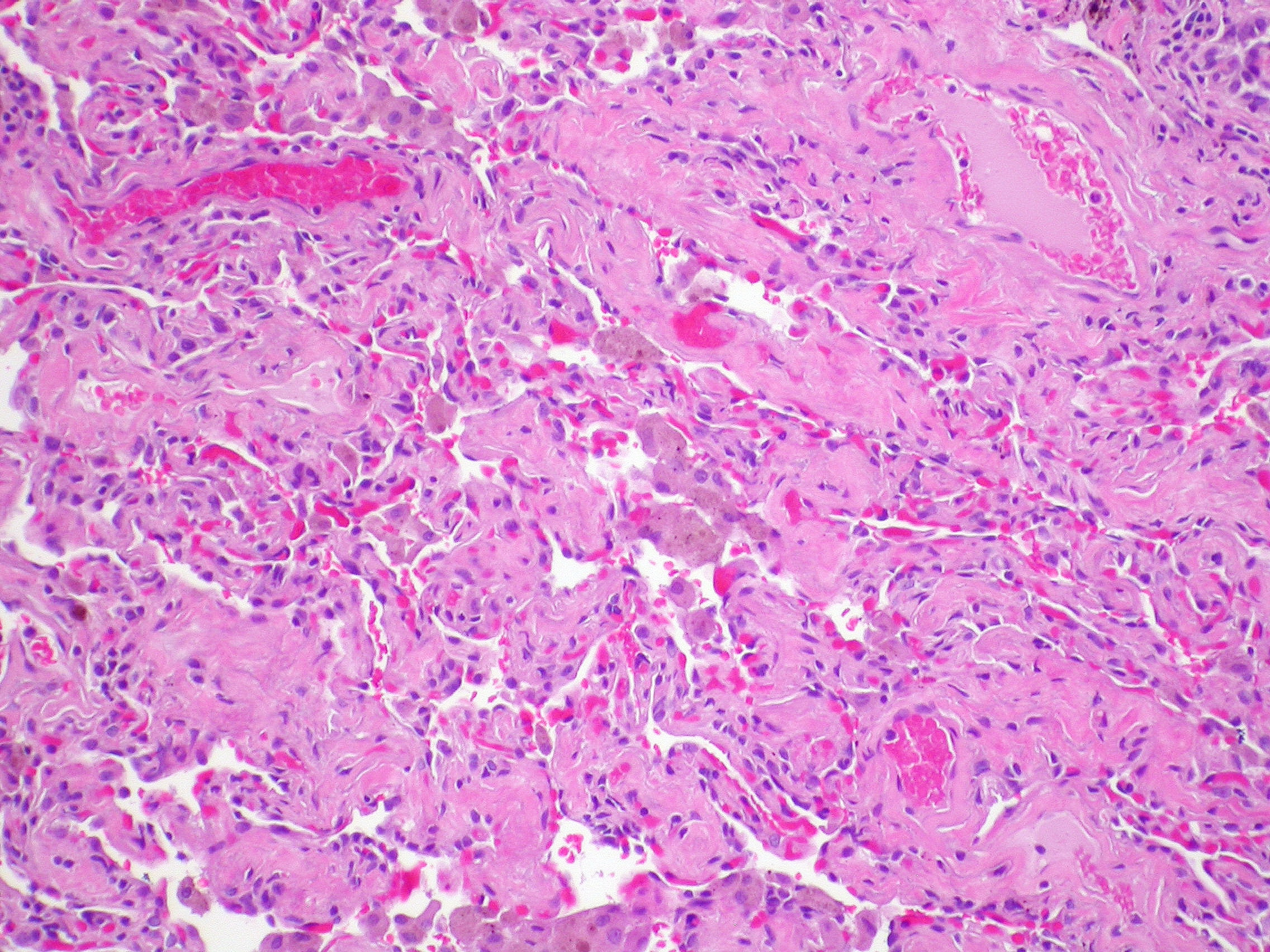
آتلکتازی مرتبط با برونشیولیت تنفسی (تصویر بافت‌شناسی): انسداد راه‌های هوایی کوچک بر اثر تجمع ماکروفاژها، تحت تأثیر تنباکو، ممکن است باعث آتلکتازی شود. ماکروفاژهای مختل شده بر اثر تنباکو در آلوئول‌ها وجود دارند و فیبروز بینابینی کلاژنی مرتبط با سیگار دیده می‌شود.

آتلکتازی (به انگلیسی: Atelectasis) یا شُش‌چسبیدگی فرواُفت شش، عبارت است از جمع شدن یک قسمت از ریه یا تمامی یک ریه. این وضعیت باعث عدم جذب اکسیژن به مقدار کافی از ریه می‌شود. دیدن آتلکتازی در رادیوگرافی قفسه سینه شایع است.
آتلکتازی انبساط ناقص یا روی هم خوابیدن حباب‌های ریوی یا قطعه‌ای از ریه یا لب یا لب‌های ریه است. اتساع ناقص ریه‌ها در موقع تولد یا پیدایش حالت به‌هم چسبیده و بی‌هوا در قسمتی از ریه که ناشی از انسداد نایژه مربوط به آن یا فشار خارجی است باعث آتلکتازی می‌شود. در این بیماری هوای موجود در بافت قسمت مبتلای ریه جذب شده، دیواره‌های آن روی هم می‌خوابند.

## علل آتلکتازی
آتلکتازی حاد اغلب به دنبال اعمال جراحی (به خصوص جراحی قفسه سینه یا شکم) یا کمبود سورفاکتانت در نوزادان(سندرم زجر تنفسی نوزادان) روی می‌دهد. سایر علل آتلکتازی حاد عبارتند از صدمه به قفسه سینه یا شکستگی دنده‌ها و زخم نافذ مثلاً در تصادف رانندگی.
نیز بسته شدن یا انسداد نایژه‌ها و نایژک‌ها (مجاری هوایی کوچک یا بزرگ ریه) به هر علتی می‌تواند موجب شش‌چسبیدگی شود این علل عبارتند از :ترشحات مخاطی در اثر عفونت ریه، تومور داخل مجرا، تومور یا رگ فشارنده خارج مجرا، استنشاق جسم خارجی، فیبروزکیستیک و بزرگ شدن گره‌های لنفاوی، فیبروز پرده جنب بر اثر بیماری‌هایی مانند آزبستوز، آتلکتازی جذبی و آمبولی ریه.

## علایم شایع
سرفه، درد قفسة صدری، تنگی نفس و تند تند نفس کشیدن، تب، سیانوز، اکسیژن پایین خون، وجود مایع در فضای جنب (اغلب اگزودا) و ضربان قلب بالا.

## تشخیص
در معاینه فیزیکی اگر ناحیه آتلکتازی وسیع باشد ما در آن ناحیه ماتیته در دق و کاهش صداهای تنفسی در سمع داریم. تشخیص بالینی با روشهای پاراکلینیک مانند رادیوگرافی قفسه سینه (chest x-rays) برونکوسکوپی و سی تی اسکن تأیید می‌شود.

## عوامل افزایش دهنده خطر
سیگار کشیدن، بیماری انسدادی مزمن ریه مثل برونشکتازی، سن بالا و مصرف داروهایی که باعث کاهش هوشیاری می‌شوند مثل خواب‌آورها، باربیتورات‌ها یا الکل.

## درمان
درمان بر مداوای عامل زمینه (مانند عفونت) و بهبود علائم (مانند مسکن و تب بر) متمرکز است. از فیزیوتراپی تنفسی و دمیدن در دستکش نیز گاه استفاده می‌شود.

## پیشگیری
تشویق بیمار به سرفه و تنفس عمیق به‌طور مرتب پس از عمل جراحی که در آن از بیهوشی عمومی استفاده شده‌است. همچنین تا حد امکان بیمار باید در تخت جابجا شود و تغییر وضعیت دهد.